# Koen Daerden
Pour les articles homonymes, voir Koen et Daerden.
Koen Daerden, né le 8 mars 1982 à Tongres, est un footballeur international belge. Il évolue au poste de milieu de terrain. Koen est le fils de Jos Daerden, ancien joueur reconverti entraîneur.

## Vie et carrière
Daerden est formé au KSK Tongres. Rapide et puissant, il joue habituellement sur le côté gauche de l'entre-jeu mais il peut aussi évoluer dans l'axe. En 2000, il rejoint le KRC Genk où il s'impose vite comme un joueur important et un grand espoir du football belge. En 2006, il rejoint le FC Bruges pour 4 millions d'euros, un montant record pour le championnat belge. Son arrivée au club est difficile et il se blesse gravement coup sur coup. Il a donc beaucoup de mal à justifier les moyens dépensés par Bruges pour acquérir ses services. Le 15 janvier 2010, il signe un contrat qui le lie avec le Standard de Liège jusqu'en juin 2013. Durant la saison 2011-2012, il est prêté à Saint-Trond VV. Fin août 2012, il résilie son contrat le liant avec le Standard de Liège.
Après avoir passé un essai dans le club de Willem II, il signe finalement au MVV Maastricht en Eerste Divisie. Le 31 décembre 2013, il décide de prendre sa retraite à la suite de nombreuses blessures.
Il devient international belge le 21 août 2002 contre la Pologne.
Koen et sa femme Lisbeth ont 3 fils Sander et Brian, nés le 2 novembre 2006 et Matthias, né le 26 mai 2009.
En 2015, il prend la tête du département jeune au KRC Genk.

## Statistiques
| Saison  | Club                        | Pays     | Championnat        | Match | Buts |
| ------- | --------------------------- | -------- | ------------------ | ----- | ---- |
| 1999/00 | KRC Genk                    | Belgique | Jupiler League     | 2     | 0    |
| 2000/01 | KRC Genk                    | Belgique | Jupiler League     | 24    | 2    |
| 2001/02 | KRC Genk                    | Belgique | Jupiler League     | 33    | 4    |
| 2002/03 | KRC Genk                    | Belgique | Jupiler League     | 33    | 7    |
| 2003/04 | KRC Genk                    | Belgique | Jupiler League     | 24    | 1    |
| 2004/05 | KRC Genk                    | Belgique | Jupiler League     | 32    | 6    |
| 2005/06 | KRC Genk                    | Belgique | Jupiler League     | 14    | 2    |
| 2006/07 | FC Bruges                   | Belgique | Jupiler League     | 21    | 4    |
| 2007/08 | FC Bruges                   | Belgique | Jupiler Pro League | 0     | 0    |
| 2008/09 | FC Bruges                   | Belgique | Jupiler Pro League | 15    | 0    |
| 2009/10 | FC Bruges Standard de Liège | Belgique | Jupiler Pro League | 18 10 | 0 1  |
| 2010/11 | Standard de Liège           | Belgique | Jupiler Pro League | 18    | 1    |
| 2011/12 | Saint-Trond VV              | Belgique | Jupiler Pro League | 23    | 1    |

## Distinction personnel
- Jeune Pro de l'année en 2002

## Palmarès
- Vainqueur de la Coupe de Belgique en 2000 (avec le KRC Genk), en 2007 (avec le FC Bruges) et en 2011 (avec le Standard de Liège)
- Vice-champion de Belgique en 2011 avec le Standard de Liège